# Rapid (Automarke)

Markenzeichen

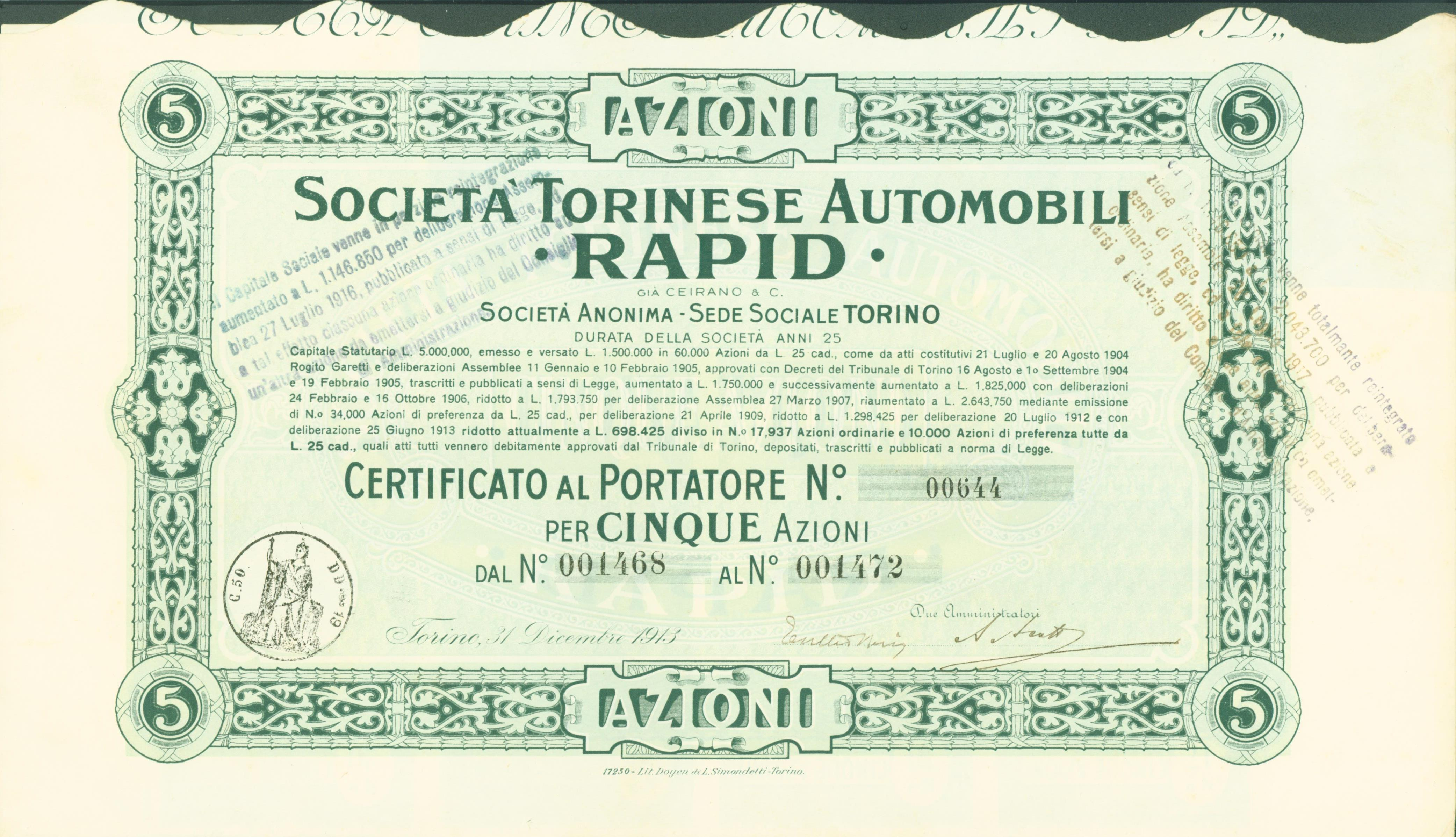
Sammelaktie der Società Torinese Automobili Rapid vom 31. Dezember 1913

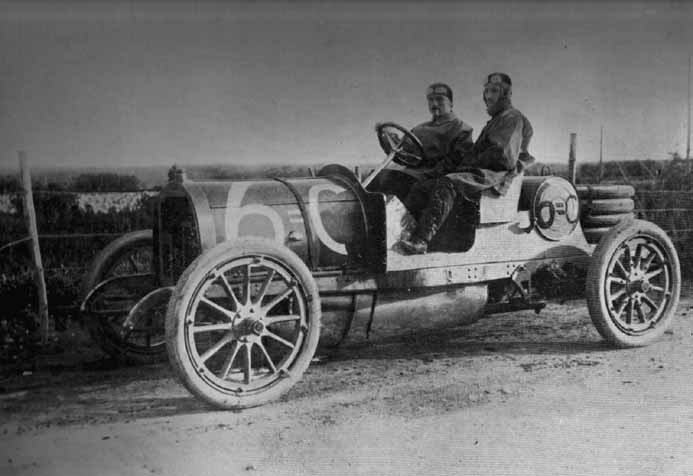
STAR Rapid 6C bei der Targa Florio im Jahre 1907

Rapid war eine italienische Automarke.

## Unternehmensgeschichte
Das Unternehmen Società Torinese Automobili Rapid, kurz STAR, entstand 1905 in Turin als Nachfolgeunternehmen von G. G. Fratelli Ceirano & C. unter der Leitung von Giovanni Battista Ceirano zur Produktion von Automobilen. Als Markenname wurde Rapid verwendet. 1921 endete die Produktion. SPA und CIP übernahmen Teile des Unternehmens.

## Fahrzeuge
Zwischen 1905 und 1907 gab es ein Zweizylindermodell sowie die beiden Vierzylindermodelle 16/24 HP mit 4562 cm³ Hubraum und 24/40 HP mit 7432 cm³ Hubraum. 1907 folgte der 50/70 HP mit Vierzylindermotor und 10560 cm³ Hubraum. Etwa 1913 erschienen drei Vierzylindermodelle mit 1600 cm³, 2000 cm³ und 3100 cm³ Hubraum.